# Beerfest
Pour plus de détails, voir Fiche technique et Distribution.
Beerfest (Le Festi-Bière au Québec) est une comédie américaine de Jay Chandrasekhar, sortie en 2006, dont le thème central est une compétition de buveurs de bière. Le film a été réalisé par le groupe Broken Lizard et a été tourné à Albuquerque, au Nouveau-Mexique.

## Synopsis
À la suite de la mort de leur grand-père Johann von Wolfhausen (Donald Sutherland), les frères Jan et Todd Wolfhouse (Paul Soter et Erik Stolhanske) doivent ramener ses cendres à Munich, en Allemagne, durant l'Oktoberfest.
On les amène à une compétition secrète de buveurs de bière, la Beerfest. Ils y découvrent qu'ils seraient les descendants illégitimes de la famille Wolfhausen et se font humilier publiquement.
De retour aux États-Unis, ils recrutent trois de leurs amis afin de commencer un entraînement d'un an  pour participer et gagner la prochaine Beerfest, lavant ainsi l'honneur familial.

## Potfest
Broken Lizard termine le film sur le début d'une compétition de fumage de cannabis à Amsterdam avec l'annonce que le film Potfest arrive bientôt. Au départ une blague, le groupe, devant l'enthousiasme de fans, parle de le réaliser sous forme d'un film d'animation.

## Fiche technique
- Réalisation : Jay Chandrasekhar
- Scénario :Jay Chandrasekhar, Kevin Heffernan, Steve Lemme, Paul Soter et Erik Stolhanske
- Producteur : Michael Beugg, Bill Gerber, Steve Lemme, Richard Perello, Erik Stolhanske
- Musique originale : Nathan Barr
- Photographie : Frank G. DeMarco
- Montage : Lee Haxall
- Pays :  États-Unis -  Australie
- Langue : anglais, allemand
- Dates de sortie : 
  -  États-Unis : 25 août 2006
  -  Australie : 28 septembre 2006

## Distribution
- M. C. Gainey : Le prêtre
- Paul Soter (VQ : Patrice Dubois) : Jan Wolfhouse
- Erik Stolhanske (VQ : Philippe Martin) : Todd Wolfhouse et le baron Ludwig jeune
- Cloris Leachman (VQ : Élizabeth Chouvalidzé) : La Grande Gam Gam
- Jürgen Prochnow : Baron Wolfgang von Wolfhausen
- Cameron Scher : Helmut
- Owain Yeoman : Aussie no 1
- Kevin Heffernan : Landfill, Gil et Mlle Saucisse
- Jay Chandrasekhar : Barry et Blind Sikh
- Steve Lemme : Fink et Emcee
- Jessica Williams : Inga
- Will Forte (VQ : François Trudel) : Otto
- Eric Christian Olsen (VQ : Joël Legendre) : Gunter
- Ralf Moeller (VQ : Denis Michaud) : Hammacher
- Blanchard Ryan : Krista Krundle
- Mo'Nique (VQ : Sophie Faucher) : Cherry
- Philippe Brenninkmeyer (VQ : Pierre Auger) : L'arbitre
- Nat Faxon (VQ : Daniel Roy) : Rolf
- Robert Douglas : Maître Viking
- Audrey Marie Anderson : Fille qui a le vertige no 1
- James Roday : Le messager allemand

## Accueil
Le film a reçu un accueil mitigé de la critique. Il obtient un score moyen de 46 % sur Metacritic.